# Vittadinia megacephala
Vittadinia megacephala là một loài thực vật có hoa trong họ Cúc. Loài này được (F.Muell. ex Benth.) J.M.Black miêu tả khoa học đầu tiên năm 1928.